# Nederlandse Onderwijs Televisie

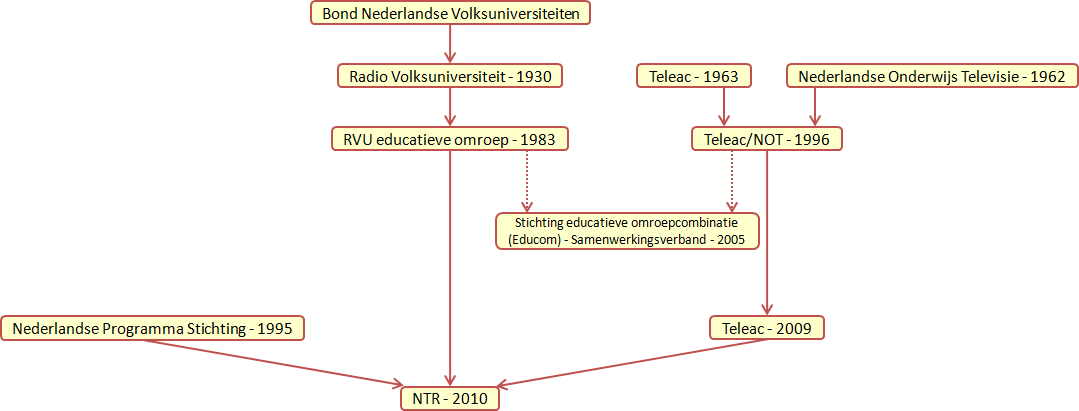
Geschiedenis NOT

De stichting Nederlandse Onderwijs Televisie (NOT) was een Nederlandse educatieve omroep binnen het publieke bestel.
De NOT werd op 27 juni 1962 opgericht en ging eind 1963 uitzenden. De eerste voorzitter was H.J.L. Jongbloed, die tevens voorzitter was van de Stichting Nederlandse Onderwijsfilm, en vertegenwoordigers uit het onderwijs vormden verder het bestuur. Na een tweejarige proefperiode werd de samenwerking met de NTS definitief vastgelegd. In 1966 vroeg de omroep een zelfstandige zendmachtiging aan.
De NOT werkte samen met de omroep. De NTS, later NOS had een afdeling Schooltelevisie met regisseurs en regieassistenten. De NOT was verantwoordelijk voor het inhoudelijke gedeelte en bepaalde de inhoud van de programma's. Dat werd gedaan door de didactisch medewerkers.Voor hun projecten kregen zij een regisseur aangewezen en samen maakten zij de programma's.
De Stichting Nederlandse Onderwijs Televisie (NOT) was een stichting die opgericht was door de drie basisstichtingen van de Stichting Nederlandse Onderwijs Film. Die stichtingen waren De Katholieke Onderwijs Film (KOF), de Protestants Christelijke Onderwijs Film (PCOF) en de Openbaar Neutraal Bijzondere Onderwijs Film (ONOF). Bij de oprichting van de NOT was bepaald dat de drie basisstichtingen elk tien procent van de zendtijd mochten vullen. Daarvoor gingen de KOF samenwerking aan met de KRO, de PCOF met de NCRV en de ONOF met Avro/Vara/VPRO. De VPRO haakte al vroegtijdig af evenals de Vara.
Bij de oprichting was er sprake van een experiment waarbij het bestaansrecht van de nieuwe stichting eerst moest worden bewezen. Door het Ministerie van Onderwijs waren 300 scholen uitgerust met een televisietoestel. In 1967 was duidelijk dat de NOT een taak had in het Nederlandse Onderwijs. Het aantal deelnemende scholen groeide spectaculair. Het experiment was geslaagd en in dat jaar kwam ook een Koninklijk Besluit waarin stond dat een televisietoestel als leermiddel kan worden aangemerkt en dat scholen op basis van artikel 72 een aanvraag bij hun gemeente konden doen voor de aanschaf van een televisietoestel.
Statutair directeur in 1963 was de heer H.J.L. Jongbloed en waarnemend directeur was Ralph Hakkert die in 1967 de nieuwe directeur werd. In het schooljaar 1963/1964 werden 20 programma's uitgezonden.
In de jaren daarna werd de zendtijd steeds verder uitgebreid. De programma's van de NOT werden via het open net dagelijks in de ochtenduren uitgezonden. In tegenstelling tot de beginjaren waren het nu geen losse programma's meer, maar een serie van vier tot zes programma's over een bepaald onderwerp. Series als Bedreigde Dieren, Rusland, Kinderen in Zambia waren populair. Maar ook andere thema's kwamen aan de orde, zoals een serie tekenen met als titel: "Kijk, als je tekent zie je meer" en muziekprogramma's  waarbij nieuwe liedjes voor het onderwijs werden geïntroduceerd. Even een kwartiertje naar het beeld kijken en daarna het rekenboekje pakken was er niet meer bij. De programma's waren zo aantrekkelijk en leerzaam dat de deelnemende scholen meer behoefte kregen aan verdieping van het onderwerp. Daarvoor waren er goed handleidingen voor de leerkracht beschikbaar en ook verwerkingsmateriaal voor de leerlingen. Deze boekjes konden de scholen bestellen tegen kostprijs. Naast het ontwikkelen en maken van programma's was het maken, het produceren en het  verzenden van begeleidende materialen ook steeds belangrijker.
De uitgeverij van de NOT gaf in 1970 ongeveer 300.000 boekjes uit die door de leerlingen en leerkrachten intensief werden gebruikt. 
Vanaf 1967 tot 1984 was Jan Willem Bultje hoofd van de uitgeverij van de NOT. Ongeveer 6.000 scholen namen deel aan de verschillende projecten en die schaften veel van de aangeboden materialen aan.Niet alleen boekjes werden gemaakt, maar ook allerlei andere artikelen. Bij het project "Zingen, Liedjes in allerlei kleur" was een grammofoonplaat ter beschikking..Een bijzonder project was de serie "Schaak". De serie was gemaakt in samenwerking met de Koninklijke Nederlandse Schaakbond en de Stichting Nederlandse Schoolradio. 
Bij dit project konden de scholen een leerlingenboek kopen waarin de leerlingen allerlei opdrachten kregen, die ze konden invullen. Een uitgebreide handleiding voor de leerkracht was ook aanwezig. Ook kon elke school voor een zeer aantrekkelijk prijs schaakborden en houten schaakstukken in een houten kist aanschaffen.Grammofoonplaten, diaseries, cassettebandjes, handpoppen, prentenboeken, etc. waren bij de verschillende series beschikbaar. 
Tot 1970 richtte de NOT zich op het voortgezet onderwijs en de hoogste groepen van het basisonderwijs. Hierna richtte de omroep zich ook op de onder- en middenbouw van het basisonderwijs en vanaf 1975 werden er ook projecten gemaakt voor het toenmalige kleuteronderwijs.
Er werd samengewerkt met Teleac, de RVU en de NOS.
In 1996 fuseerde de NOT met Teleac tot Teleac/NOT. In september 2009 liet de fusie-omroep het achtervoegsel NOT weer los en ging verder als Teleac. Op 1 september 2010 ging Teleac op in de NTR.